# Thelotrema subgeminum
Thelotrema subgeminum är en lavart som först beskrevs av William Nylander 1868 och fick sitt nu gällande namn av William Nylander 1891. 
Thelotrema subgeminum ingår i släktet Thelotrema och familjen Thelotremataceae. Inga underarter finns listade i Catalogue of Life.